# Monte Breva
Monte Breva (též Piz la Stretta a též Somp i Crap Nèirje, 3104 m n. m.) je hora v pohoří Livigno. Nachází se na státní hranici mezi Švýcarskem a Itálií na pomezí mezi regiony Engadin a Alta Valtellina.
Název Breva je zkomoleninou pojmu bröa, který označuje silný vítr, který pravidelně vane údolím Poschiavo, tedy ze Švýcarska do Itálie od nedalekého čtyřtisícového zaledněného masivu Bernina.
V létě se nejčastěji vystupuje na vrchol po značené stezce od silničního sedla Forcola Livigno. V zimě na lyžích vede obvyklý směr výstupu z obce Campacciolo di Sopra (1910 m n. m.) skrz soutěsku potoka Fiume Spöl, okolo jezera Lago del Monte (2606 m n. m.) a bivakovací zděné chaty Baitèl del Monte, která je otevřená pro turisty po celý rok.